# الممثل الخاص للأمين العام لتيمور الشرقية
تم تعيين الممثل الخاص للأمين العام لتيمور الشرقية من قبل الأمين العام لقيادة إدارة الأمم المتحدة الانتقالية في تيمور الشرقية. أثناء الانتقال من الحكم الإندونيسي إلى الاستقلال، أدى المسؤول المعين من قبل الأمم المتحدة دورًا يمكن القول إنه يتوافق من بعض النواحي مع دور رئيس الدولة.

## قائمة
| اسم                  | دولة     |
| -------------------- | -------- |
| سيرجيو فييرا دي ميلو | البرازيل |
| كماليش شارما         | الهند    |
| سوكيهيرو هاسيغاوا    | اليابان  |
| أتول خير             | الهند    |
| أميرة حق             | بنغلادش  |
| فين ريسكي-نيلسن      | الدنمارك |